# Инженерный-1
Инженерный-1 — посёлок в Московской области России. Входит в городской округ Красногорск. Население — 1134 чел. (2010).

## География
Посёлок расположен в южной части округа, на правом берегу реки Липка (приток Москвы), высота центра над уровнем моря 181 м. Ближайшие населённые пункты — Николо-Урюпино и Поздняково на другом берегу реки.

## История
С 1994 до 2005 года посёлок входил в Ильинский сельский округ Красногорского района, а с 2005 до 2017 года включался в состав Ильинского сельского поселения Красногорского муниципального района.
До 2016 года закрытый военный городок (в/ч 58142, там в  1989-2012 гг. размещался 45-й инженерно-маскировочный полк, позднее территория в/ч заброшена), имеется частная школа — лицей «Ковчег-XXI».

## Население
| 2002 | 2006 | 2010  |
| ---- | ---- | ----- |
| 961  | →961 | ↗1134 |